# 畑野君枝
畑野 君枝（はたの きみえ、1957年1月19日 - ）は、日本の政治家。日本共産党所属の元衆議院議員（2期）、日本共産党中央委員。参議院議員（1期）を務めた。

## 概要
神奈川県川崎市中原区生まれ。旧姓は「大西」。川崎市立上丸子小学校、横浜市立上永谷中学校、神奈川県立横浜緑ケ丘高等学校卒業。高校時代、漫画家を目指し漫画研究会を作った。横浜国立大学教育学部に入学。日本共産党を応援していた高校時代の同級生に誘われ、大学時代から日本民主青年同盟の活動を始め、党にも入党した。卒業後、教諭として神奈川県内の高等学校、中学校並びに東京都大田区の清明学園中学校に勤務。また、日本民主青年同盟神奈川県委員長などを歴任。しんぶん赤旗の記者と結婚。
1995年、第17回参議院議員通常選挙において日本共産党から神奈川県選挙区に立候補するが落選。
1998年、第18回参議院議員通常選挙において再び神奈川県選挙区に立候補し、共産党ブームや保守系候補が乱立したことも手伝い当選を果たす。なお、神奈川県選挙区で日本共産党の公認候補が当選したのは現時点でこの時のみである。
参議院では文教科学委員会等に所属。また、党内では参議院国会対策副委員長を務めた。
2004年、第20回参議院議員通常選挙では再選を目指し神奈川県選挙区から立候補するが党の退潮の影響を受け落選。2005年の参議院補欠選挙、2007年の第21回参議院議員通常選挙において神奈川県選挙区から立候補するがいずれも落選。2009年の第45回衆議院議員総選挙では比例南関東ブロックから比例単独候補（名簿登載順位第2位）として立候補するが落選。党本部より次回も衆議院議員選挙に擁立する方針が示され、同年10月に行われた参議院補欠選挙では岡田政彦が擁立された。2010年の第22回参議院議員通常選挙では当初神奈川県選挙区に擁立予定であった岡田に代わり立候補するが落選。
2012年12月、第46回衆議院議員総選挙では比例南関東ブロックから比例単独候補（名簿登載順位第2位）として立候補するが落選。
2013年7月、第23回参議院議員通常選挙に、改選定数が「3」から「4」に増えた神奈川県選挙区に立候補するも、順位5位で敗れ落選。
2014年12月、第47回衆議院議員総選挙では比例南関東ブロックから比例単独候補（名簿登載順位第2位）として立候補し、当選した。この結果、2004年以来10年ぶりの国政復帰が決まった。
2017年10月、第48回衆議院議員総選挙では神奈川10区から立候補し、3位となったが重複立候補していた比例南関東ブロックで単独2位であったため比例代表で再選。選挙運動期間中に川崎フロンターレのユニフォームを着用し街頭演説を行ったことについて謝罪した。
現在、日本共産党中央委員、党神奈川県副委員長。衆議院の法務、文部科学の各常任委員会に所属。
2021年10月31日、第49回衆議院議員総選挙では神奈川10区から再び立候補し3位となったが、重複立候補していた比例南関東ブロックで単独2位であり、共産党の獲得議席が1議席に留まったため落選。
2024年10月27日、第50回衆議院議員総選挙では比例南関東ブロック単独2位で出馬したが、共産党の獲得議席が1議席に留まったため落選。

## 政策

### 主な政策
自身の政策として以下を挙げる。
- 子育て・教育、社会保障へ十分な支援を
- 8時間働けばふつうに暮らせる社会へ
- 安全保障関連法の廃止
- 核兵器も基地もない平和な神奈川を
- 共謀罪法の廃止で、個人の尊厳と人権を守ります
- 原発ゼロの日本へ

### その他
- アベノミクスを評価しない[8]
- 消費増税の先送りを評価する[8]。
- 安全保障関連法の成立を評価しない[8]。
- 安倍内閣による北朝鮮問題への取り組みを評価しない[8]。
- 共謀罪法を評価しない[8]。
- 安倍内閣による森友学園問題・加計学園問題への対応を評価しない[8]。
- 長期的に消費税率を10％よりも高くすることに反対[8]。
- 幼稚園・保育所から大学まで教育を無償化すべきだ[8]。
- 経済競争力を多少犠牲にしても格差是正を優先すべきだ[8]。
- どちらかといえば、財政赤字は危機的水準であるので、国債発行を抑制すべきだ[8]。
- 所得や資産の多い人に対する課税を強化すべきだ[8]。
- 男性同士、女性同士の結婚を法律で認めるべきだ[8]。
- 被選挙権を得られる年齢を引き下げるべきだ[8]。
- いますぐ原子力発電を廃止すべきだ[8]。
- ひとり親家庭やDINKsなど家族の形は多様でよい[8]。
- 非核三原則を堅持すべきだ[8]。
- 消費税10％に反対[8]。
- 憲法改正に反対[8]。
- 2015年12月1日の衆議院文部科学委員会で日本の大学が高学費である実態を明らかにした上で、安倍政権が進めようとしている国立大学に対する国からの運営費交付金の削減に抗議をした[7][9]。
- 選択的夫婦別姓制度の導入に賛成。「女性の社会進出が進み、また働く女性がふえる中で、結婚による改姓によって同一人物であることがわからなくなって、個人として積み重ねてきた信用や実績が途絶えてしまうという不利益や、あるいはプライバシーにかかわるストレス、精神的負担を訴える声も少なからずある。また、長い間親しんできた姓を変えることが自分らしさを失うことになるのではないかと感じている女性もいる。」と述べている[10]。
- 裁判所の人的・物的充実が重要、としている[11]。
- 受動喫煙防止を目的に原則屋内禁煙とする健康増進法改正に賛成しており、2017年に行われた公開アンケートにおいて「公衆が集まる場所の屋内全面禁煙、医療機関や学校の敷地内禁煙を罰則付きで定める法律を早期に制定することが必要」と回答している[12]。

## 議員連盟
- 子どもの貧困対策推進議員連盟[13]
- 無戸籍問題を考える議員連盟[14]

## 選挙歴
| 当落 | 選挙                     | 執行日         | 年齢 | 選挙区             | 政党       | 得票数     | 得票率 | 定数 | 得票順位 /候補者数 | 政党内比例順位 /政党当選者数 |
| ---- | ------------------------ | -------------- | ---- | ------------------ | ---------- | ---------- | ------ | ---- | ------------------ | ---------------------------- |
| 落   | 第17回参議院議員通常選挙 | 1995年07月23日 | 38   | 神奈川県選挙区     | 日本共産党 | 25万6015票 | 10.06% | 3    | 6/14               | /                            |
| 当   | 第18回参議院議員通常選挙 | 1998年07月12日 | 41   | 神奈川県選挙区     | 日本共産党 | 52万7799票 | 14.80% | 3    | 2/15               | /                            |
| 落   | 第20回参議院議員通常選挙 | 2004年07月11日 | 47   | 神奈川県選挙区     | 日本共産党 | 39万7660票 | 10.85% | 3    | 4/7                | /                            |
| 落   | 第19回参議院議員補欠選挙 | 2005年10月23日 | 48   | 神奈川県選挙区     | 日本共産党 | 37万5507票 | 16.38% | 1    | 3/3                | /                            |
| 落   | 第21回参議院議員通常選挙 | 2007年07月29日 | 52   | 神奈川県選挙区     | 日本共産党 | 38万5619票 | 9.70%  | 3    | 5/8                | /                            |
| 落   | 第45回衆議院議員総選挙   | 2009年08月30日 | 50   | 比例南関東ブロック | 日本共産党 | ーー票     | ーー   | 22   | /                  | 2/1                          |
| 落   | 第22回参議院議員通常選挙 | 2010年07月11日 | 53   | 神奈川県選挙区     | 日本共産党 | 30万4059票 | 7.80%  | 3    | 5/10               | /                            |
| 落   | 第46回衆議院議員総選挙   | 2012年12月16日 | 55   | 比例南関東ブロック | 日本共産党 | ーー票     | ーー   | 22   | /                  | 2/1                          |
| 落   | 第23回参議院議員通常選挙 | 2013年07月21日 | 56   | 神奈川県選挙区     | 日本共産党 | 44万4955票 | 11.33% | 4    | 5/4                | /                            |
| 当   | 第47回衆議院議員総選挙   | 2014年12月14日 | 58   | 比例南関東ブロック | 日本共産党 | ーー票     | ーー   | 22   | /                  | 2/2                          |
| 比当 | 第48回衆議院議員総選挙   | 2017年10月22日 | 60   | 神奈川県第10区     | 日本共産党 | 4万9305票  | 22.29% | 1    | 3/3                | 2/2                          |
| 落   | 第49回衆議院議員総選挙   | 2021年10月31日 | 64   | 神奈川県第10区     | 日本共産党 | 4万8839票  | 19.28% | 1    | 3/4                | 2/1                          |
| 落   | 第50回衆議院議員総選挙   | 2024年10月27日 | 67   | 比例南関東ブロック | 日本共産党 | ーー票     | ーー   | 23   | /                  | 2/1                          |